# Северо-Западная провинция (Сьерра-Леоне)
Северо-Западная провинция (англ. North West Province) — один из пяти основных регионов Сьерра-Леоне. Провинция была создана в 2017 году из Северной провинции.
- Административный центр — город Порт-Локо.
- Площадь —  ??? км², население — 1 186 050 человек (перепись 2021 года).[1][2]

## Границы
На востоке граничит с Северной провинцией, на юге — с Южной провинцией, на юго-западе с Западной областью, на севере с Гвинеей. На западе выходит к Атлантическому океану.

## Население
Крупнейшей этнической группой провинции является племя темне особенно в округах Порт-Локо и Карине, где темне составляют подавляющее большинство. Темне также составляют самую крупную этническую группу, хотя и не составляют большинства, в округе Камбиа на северо-западе. Район Камбия более разнообразен в этническом отношении и является домом для значительного числа этнических меньшинств. Около 87 % населения исповедуют ислам и около 12%  христиане.

## Административное деление
Административно разделена на три района (округа):
- Камбиа
- Карине
- Порт-Локо

Округа, в свою очередь, делятся на 34 вождества.

## Экономика
Основными видами экономической деятельности в Северо-Западной провинции являются сельское хозяйство, животноводство, рыболовство и природные ресурсы, включая рутил, золото, алюминий, бокситы и алмазы.